# Space Panic
Space Panic ist ein Arcade-Spiel, das 1980 von Universal produziert wurde. Es wurde von Chris Crawford als das erste Plattformspiel bezeichnet, welches zum Genre des Jump ’n’ run zählt. Im Gegensatz zu Donkey Kong kann die Spielfigur aber nicht springen. In Deutschland wurde es von der ADP Automaten GmbH vertrieben, die zur Gauselmann-Gruppe gehört.

## Spielbeschreibung
Das Spiel besteht aus 5 Ebenen, die über Leitern miteinander verbunden sind (Platforms 'n Ladders).
Der Spieler steuert die Figur eines Astronauten und muss außerirdischen, apfelförmigen Monstern ausweichen oder durch Graben eines Loches in die Falle locken und erschlagen. Der Sauerstoffvorrat ist allerdings begrenzt.
Ein ähnliches Spiel ist Mr. Do's Castle.

## Portierungen
- Apple II, VIC20 und Atari-8-Bit als Apple Panic (Broderbund, 1982)
- ColecoVision (1983)
- VTech als VZ Panik